# Паламас (дим)
Палама́с (греч. Δήμος Παλαμά) — община (дим) в Греции. Входит в периферийную единицу Кардица в периферии Фессалия. Население 16 726 человек по переписи 2011 года. Площадь общины — 382,722 квадратного километра. Плотность — 43,7 человека на квадратный километр. Административный центр — Паламас. Димархом на местных выборах в 2014 году избран и в 2019 году переизбран Георгиос Сакеллариу (Γεώργιος Σακελλαρίου).
Сообщество Паламас (Κοινότητα Παλαμά) создано в 1912 году (ΦΕΚ 261Α). Община Паламас создана в 1964 году (ΦΕΚ 185Α), в 1997 году (ΦΕΚ 244Α) к общине добавлен ряд населённых пунктов, в 2010 году (ΦΕΚ 87Α) по программе «Калликратис» к общине присоединены населённые пункты упразднённых общин Селана и Филон.
Община (дим) Паламас делится на три общинные единицы.